# Empire (band)
Empire (grafisch: Empirə) was een Brits/Amerikaanse rockband, aangevoerd door Peter Banks. De band bestond tussen 1974 en 1980.
Empire ontstond toen de band Flash uit elkaar viel door onder andere problemen in het management. Banks wilde wel verder onder de naam Flash Mk II, maar koos uiteindelijk voor Empire. Empire ontstond uit de resten van ZOX and The Radar Boys, waarin behalve Banks ook Phil Collins speelde. Banks ging verder met Empire, Collins met Brand X. Een andere musicus in ZOX was overigens Ronnie Caryl, die al eerder met Collins werkte in Flaming Youth. Empire begon met Mike Tomich en later ook Caryl in de gelederen, maar het eerste album werd opgenomen zonder deze mensen. Bassist was John Giblin (later Brand X).
Na het verschijnen van het eerste album viel Empier uit elkaar, mede doordat Banks en zijn toenmalige vriendin en later echtgenote Sydney Foxx naar de Verenigde Staten verhuisden. 

## Ex-leden
- Peter Banks – zang, gitaar
- Sydney Foxx – zang
- Jakob Freeman Magnusson – toetsinstrumenten, zang (vertrok naar Kevin Ayers)
- John Giblin – basgitaar (vertrok naar Brand X)
- Preston Heyman – drums (vertrok naar  o.a. Brand X)

## Discografie
In onderstaande tabel staat het jaartal voor de opnamen. Alle drie de albums verschenen pas in 1996.
- 1974: Empire Mark I
- 1977: Empire Mark II
- 1979: Empire Mark III